# بروس بي. كيندال
بروس بي. كيندال (بالإنجليزية: Bruce B. Kendall)‏ هو شخصية أعمال وسياسي أمريكي، ولد في 28 فبراير 1919، وتوفي في 6 يوليو 2012. حزبياً، نشط في الحزب الجمهوري والحزب الديمقراطي. وقد انتخب عضو مجلس نواب ألاسكا.